# Philydor erythropterum
A Philydor erythropterum a madarak (Aves) osztályának verébalakúak (Passeriformes) rendjébe és a fazekasmadár-félék (Furnariidae) családjába tartozó faj.

## Rendszerezése
A fajt Philip Lutley Sclater angol zoológus írta le 1856-ban, az Anabates nembe Anabates erythropterus néven, Jelenlegi besorolása vitatott, egyes szervezetek az Ancistrops nembe sorolják Ancistrops erythropterus néven.

## Alfajai
- Philydor erythropterum diluviale Griscom & Greenway, 1937
- Philydor erythropterum erythropterum (P. L. Sclater, 1856)[1]

## Előfordulása
Dél-Amerika északi részén, Bolívia, Brazília, Kolumbia, Ecuador, Peru és Venezuela területén honos. Természetes élőhelyei a szubtrópusi vagy trópusi síkvidéki esőerdők és mocsári erdők.

## Megjelenése
Testhossza 17-19 centiméter, testtömege 28-36 gramm.

## Életmódja
Ízeltlábúakkal táplálkozik.

## Természetvédelmi helyzete
Az elterjedési területe rendkívül nagy, egyedszáma viszont csökken, de még nem éri el a kritikus szintet. A Természetvédelmi Világszövetség Vörös listáján nem fenyegetett fajként szerepel.